# Вольная борьба на летней Спартакиаде народов СССР 1956
Соревнования по вольной борьбе в рамках I летней Спартакиады народов СССР проходили в Москве с 6 по 10 августа 1956 года. Одновременно турнир имел статус 12-го Чемпионата СССР по вольной борьбе. В соревнованиях участвовало 195 борцов.

## Медалисты
| Весовая категория | Золото                                             | Серебро                                            | Бронза                                         |
| ----------------- | -------------------------------------------------- | -------------------------------------------------- | ---------------------------------------------- |
| Наилегчайший вес  | Мириан Цалкаламанидзе «Трудовые Резервы» (Тбилиси) | Георгий Саядов «Динамо» (Киев)                     | Николай Соловьёв «Калев» (Таллин)              |
| Легчайший вес     | Михаил Шахов «Динамо» (Киев)                       | Рашид Мамедбеков «Буревестник» (Баку)              | С. Аветян «Спартак» (Ереван)                   |
| Полулёгкий вес    | Амурхан Балаев Вооружённые Силы (Орджоникидзе)     | Норайр Мушегян «Динамо» (Ереван)                   | Юрий Тиньков «Буревестник» (Ленинград)         |
| Лёгкий вес        | Ибрагимпаша Дадашев «Динамо» (Баку)                | Алимбег Бестаев Вооружённые Силы (Москва)          | Сергей Габараев «Динамо» (Тбилиси)             |
| Полусредний вес   | Арам Агабекян «Строитель» (Москва)                 | Вахтанг Балавадзе «Буревестник» (Тбилиси)          | Элмар Рунге «Калев» (Таллин)                   |
| Средний вес       | Георгий Схиртладзе «Спартак» (Тбилиси)             | Сергей Преображенский Вооружённые Силы (Ленинград) | Эндель Саар «Спартак» (Таллин)                 |
| Полутяжёлый вес   | Борис Кулаев «Спартак» (Орджоникидзе)              | Анатолий Албул «Спартак» (Ленинград)               | В. Горшков Вооружённые Силы (Таллин)           |
| Тяжёлый вес       | Арсен Мекокишвили «Динамо» (Москва)                | Борис Прутковский «Динамо» (Ленинград)             | Валериан Батлидзе «Трудовые Резервы» (Тбилиси) |